# Pantalia, Dubno
Pantalia (în ucraineană Панталія) este un sat în comuna Prîvilne din raionul Dubno, regiunea Rivne, Ucraina.

## Demografie
Componența lingvistică a localității Pantalia
     Ucraineană (97,51%)
     Romani (1,75%)
     Alte limbi (0,75%)
Conform recensământului din 2001, majoritatea populației localității Pantalia era vorbitoare de ucraineană (97,51%), existând în minoritate și vorbitori de romani (1,75%).